# Ліга C9
Ліга C9 (кит.: 九校联盟; піньїнь: Jiǔ xiào liánméng) — це альянс дев’яти університетів Китаю, заснований центральним урядом Китаю для сприяння розвитку та репутації вищої освіти в Китаї в 2009 році.  Загалом на університети Ліги С9 припадає 3% дослідників країни, але вони отримують 10% національних витрат на дослідження.  На них припадає 20% наукових публікацій країни та 30% загального числа цитувань. People's Daily, офіційна газета Комуністичної партії Китаю, називає Лігу C9 Лігою Плюща Китаю.
Члени C9 вважаються одними з найпрестижніших університетів Китаю та незмінно входять до числа найкращих у світі. Усі дев’ять університетів увійшли до 11 найкращих університетів, у тому числі сім – у верхній частині Рейтингу найкращих китайських університетів 2021 року, підрейтингу Академічного рейтингу університетів світу (ARWU). З 2019 року два з членів C9 (Цинхуа та Пекін) були визнані двома найкращими університетами в регіоні Азії та Океанії та країнах, що розвиваються, згідно з рейтингом THE World University Rankings. У рейтингу QS World University Rankings за 2023 рік дві ліги C9 увійшли до 15 найкращих у світі (Пекін 12-те та Цінхуа 14-те).

## Членство
- Університет Фудань, Шанхай
- Харбінський технологічний інститут, Харбін, провінція Хейлунцзян
- Нанкінський університет, Нанкін, провінція Цзянсу
- Пекінський університет, Пекін
- Шанхайський університет Цзяо Тонг, Шанхай
- Університет Цінхуа, Пекін
- Університет науки і техніки Китаю, Хефей, провінція Аньхой
- Сіаньський університет Цзяотун, Сіань, провінція Шеньсі
- Чжецзянський університет, Ханчжоу, провінція Чжецзян

Школам Ліги C9 виділяються спеціальні ресурси та мають спеціальні домовленості щодо спільного використання ресурсів одна з одною.  У них є більша частка елітних вчених, які були нагороджені однією з найвищих академічних відзнак Китаю, професорським званням Плану тисячі талантів і професорським званням Чанцзяна (Річка Янцзи), і часто є кілька тих, хто був нагороджений обома.  Школи Ліги C9 отримують значне фінансування як від національних, так і від місцевих органів влади, щоб побудувати нові дослідницькі центри, покращити приміщення, провести міжнародні конференції, залучити всесвітньо відомих викладачів і запрошених науковців, а також допомогти китайським викладачам відвідувати конференції за кордоном. 

## Рейтинги та репутація
Члени C9 вважаються одними з найпрестижніших університетів Китаю та незмінно входять до числа найкращих у світі. Усі дев’ять університетів увійшли до 11 найкращих університетів, у тому числі сім – у верхній частині Рейтингу найкращих китайських університетів 2021 року, підрейтингу Академічного рейтингу університетів світу (ARWU). З 2019 року два з членів C9 (Цинхуа та Пекін) є двома найкращими університетами в усьому регіоні Азії, Океанії та країнах, що розвиваються, згідно з рейтингами THE World University Rankings, THE Asia University Rankings і THE Emerging Economies University Rankings. Більше того, ліга C9 домінувала в рейтингах університетів QS BRICS та THE Emerging Economies University Rankings, посідаючи сім із 10 найкращих позицій в обох рейтингах. У рейтингу QS Asia University Rankings п'ять з університетів C9 входять до топ-10 Азії.
| Університет                                   | Рік заснування | Місто   | QS (2023) | THE (2023) | ARWU (2022) | USNWR (2023) | CWTS (2022) | Scimago (2022) | URAP(2023) | Nature (2022) | NTU (2021) | Середній |
| Оригінальні 9 учасників                       |                |         |           |            |             |              |             |                |            |               |            |          |
| Університет Цінхуа                            | 1911           | Пекін   | 14        | 16         | 26          | 23           | 5           | 3              | 9          | 7             | 14         | 13       |
| Пекінський університет                        | 1898           | Пекін   | 12        | 17         | 34          | 39           | 28          | 15             | 17         | 6             | 23         | 21       |
| Чжецзянський університет                      | 1897           | Ханчжоу | =42       | 67         | 36          | 93           | 16          | 7              | 10         | 11            | 19         | 32       |
| Shanghai Jiao Tong University                 | 1896           | Шанхай  | 46        | 52         | 54          | 89           | 24          | 9              | 8          | 17            | 17         | 35       |
| Фуданський університет                        | 1905           | Шанхай  | =34       | 51         | 67          | 116          | 68          | 45             | 37         | 15            | 47         | 56       |
| University of Science and Technology of China | 1958           | Хефей   | 94        | 74         | 62          | 102          | 37          | 68             | 52         | 5             | 57         | 61       |
| Нанкінський університет                       | 1902           | Нанкін  | 133       | 95         | 101-150     | 123          | 90          | 81             | 80         | 8             | 88         | 89       |
| Harbin Institute of Technology                | 1920           | Харбін  | 217       | 351-400    | 151-200     | 196          | 44          | 35             | 68         | 108           | 95         | 141      |
| Xi'an Jiaotong University                     | 1896           | Сіань   | 302       | 501-600    | 101-150     | 219          | 49          | 42             | 55         | 90            | 81         | 160      |
| Спостерігач та учасник Діалогу                |                |         |           |            |             |              |             |                |            |               |            |          |
| University of Chinese Academy of Sciences     | 1978           | Пекін   | N/A       | N/A        | N/A         | 112          | 48          | 5              | N/A        | 4             | 18         | 37       |

## історія
Уряд Китаю зробив кілька категорій національних ключових університетів в історії. Однією з попередніх груп є Проект 211, який було створено в 1995 році для посилення стандартів досліджень у провідних університетах Китаю, причому університети, які перевищують порогове значення, отримують значно більше коштів.  До 2008 року 116 вищих навчальних закладів були учасниками Проекту 211.
Інша більш вибіркова група - Проект 985, створена в 1998 році. Китайський уряд включив до Проекту 985 39 дослідницьких університетів високого рівня, які пропонують комплексну та провідну освіту, і обмежив їхнє членство до цих 39 у 2011 році.